# Україна на Паралімпійському чемпіонаті світу з легкої атлетики 2019
Україна брала участь у паралімпійському чемпіонаті світу з легкої атлетики 2019 у Дубаї (Об'єднані Арабські Емірати), що відбувався з 7 по 15 листопада 2019 року. Національну паралімпійську збірну команду України представляли 37 спортсменів:
- 19 спортсменів з ураженнями опорно-рухового апарату, з яких 3 спортсмени пересуваються на візку
- 8 спортсменів з порушенням зору, з яких 2 тотально незрячих спортсмени
- 2 спортсмени-лідери,
- 8 спортсменів з порушенням розумового і фізичного розвитку.

Національна збірна була презентована спортсменами з 18 регіонів України. Середній вік команди України з легкої атлетики складав 29 років. Наймолодшим спортсменом була 15-річна Аліна Терех з Дніпропетровської області, а найстаршим - 44-річний Дмитро Ібрагімов з Донецької області.
Упродовж змагань кілька днів поспіль команда обіймала 2-е та 3-е місця за кількістю золотих нагород та за загальною кількістю медалей. Загалом команда виборола 27 нагород, з яких 11 золотих, 8 срібних, 8 бронзових. У загальнокомандному заліку Україна посіла 5 місце серед 117 країн світу за кількістю золотих нагород, поступившись таким країнам, як Китай, Бразилія, Велика Британія та Сполучені Штати Америки залишивши позаду збірну команду Російської Федерації (до складу якої було залучено 73 спортсмена).
За підсумком змагань 26 спортсменів національної збірної команди України з 37 учасників чемпіонату світу вибороли високі нагороди (70 % всіх членів збірної). У той же час 5 спортсменів посіли 4 місце і тим самим принесли національній збірній команді 5 ліцензій для участі у Паралімпійських іграх у Токіо. У цілому українські атлети здобули 25 ліцензій для участі у Паралімпійських іграх у Токіо.

## Нагороди
Нагороди українських паралімпіців.
| Медаль | Спортсмен                              | Дисципліна                              | Дата         |
| ------ | -------------------------------------- | --------------------------------------- | ------------ |
| Золото | Оксана Зубковська                      | Стрибки у довжину (жінки, T12)          | 8 листопада  |
| Золото | Ігор Цвєтов                            | Біг на 200 м (чоловіки, T35) (WR)       | 9 листопада  |
| Золото | Максим Коваль                          | Штовхання ядра (чоловіки, F20)          | 9 листопада  |
| Золото | Роман Данилюк                          | Штовхання ядра (чоловіки, F12) (WR)     | 10 листопада |
| Золото | Лейля Аджаметова                       | Біг на 100 м (жінки, T13)               | 10 листопада |
| Золото | Наталія Кобзар                         | Біг на 400 м (жінки, T37) (PB)          | 11 листопада |
| Золото | Зоя Овсій                              | Метання булави (жінки, F51) (WR)        | 11 листопада |
| Золото | Анастасія Москаленко                   | Штовхання ядра (жінки, F32) (CR)        | 11 листопада |
| Золото | Лейля Аджаметова                       | Біг на 200 м (жінки, T13)               | 12 листопада |
| Золото | Марія Помазан                          | Штовхання ядра (жінки, F35)             | 14 листопада |
| Золото | Ігор Цвєтов                            | Біг на 100 м (чоловіки, T35) (WR)       | 15 листопада |
| Срібло | Юлія Павленко                          | Стрибки у довжину (жінки, Т11) (PB)     | 9 листопада  |
| Срібло | Олександр Дорошенко                    | Метання списа (чоловіки, F38) (AR)      | 9 листопада  |
| Срібло | Оксана Ботурчук гайд: Микита Барабанов | Біг на 400 м (жінки, T12) (SB)          | 9 листопада  |
| Срібло | Людмила Даниліна                       | Біг на 1500 м (жінки, T20)              | 10 листопада |
| Срібло | Олександр Дорошенко                    | Штовхання ядра (чоловіки, F38) (AR)     | 11 листопада |
| Срібло | Яна Лебєдєва                           | Метання диска (жінки, F53) (ER)         | 14 листопада |
| Срібло | Анастасія Мисник                       | Штовхання ядра (жінки, F20) (PB)        | 14 листопада |
| Срібло | Юлія Шуляр                             | Біг на 400 м (жінки, T20)               | 15 листопада |
| Бронза | Лейля Аджаметова                       | Біг на 400 м (жінки, T13)               | 7 листопада  |
| Бронза | Роман Новак                            | Метання списа (чоловіки, F64) (PB)      | 8 листопада  |
| Бронза | Владислав Загребельний                 | Стрибки у довжину (чоловіки, T37)       | 8 листопада  |
| Бронза | Анастасія Москаленко                   | Метання булави (жінки, F32)             | 8 листопада  |
| Бронза | Оксана Ботурчук гайд: Микита Барабанов | Біг на 200 м (жінки, T12) (SB)          | 12 листопада |
| Бронза | Зоя Овсій                              | Метання диска (жінки, F53) (ER)         | 14 листопада |
| Бронза | Олександр Литвиненко                   | Стрибки у довжину (чоловівки, T36) (PB) | 14 листопада |
| Бронза | Микита Сеник                           | Стрибки у довжину (чоловівки, T38)      | 15 листопада |

| Медалі по днях | Медалі по днях | Медалі по днях | Медалі по днях | Медалі по днях | Медалі по днях | Медалі по днях |
| -------------- | -------------- | -------------- | -------------- | -------------- | -------------- | -------------- |
| День           | Дата           |                |                |                | Всього         |                |
| 1              | 7 листопада    | 0              | 0              | 1              | 1              |                |
| 2              | 8 листопада    | 1              | 0              | 3              | 4              |                |
| 3              | 9 листопада    | 2              | 3              | 0              | 5              |                |
| 4              | 10 листопада   | 2              | 1              | 0              | 3              |                |
| 5              | 11 листопада   | 3              | 1              | 0              | 4              |                |
| 6              | 12 листопада   | 1              | 0              | 1              | 2              |                |
| 7              | 13 листопада   | 0              | 0              | 0              | 0              |                |
| 8              | 14 листопада   | 1              | 2              | 2              | 5              |                |
| 9              | 15 листопада   | 1              | 1              | 1              | 3              |                |

| Медалі за статтю | Медалі за статтю | Медалі за статтю | Медалі за статтю | Медалі за статтю | Медалі за статтю |
| ---------------- | ---------------- | ---------------- | ---------------- | ---------------- | ---------------- |
| Стать            | 1                | 2                | 3                | Всього           | Відсоток         |
| Чоловіки         | 4                | 2                | 4                | 10               | 37 %             |
| Жінки‎            | 7                | 6                | 4                | 17               | 63 %             |
| Всього           | 10               | 8                | 8                | 27               | 100 %            |

### Мультимедалісти
Наступні учасники команди України вибороли декілька медалей на Чемпіонаті світу з легкої атлетики 2019.
| Спортсмен                              | Медаль | Дисципліна                     |
| -------------------------------------- | ------ | ------------------------------ |
| Лейля Аджаметова                       | Золото | Біг на 100 м (жінки, T13)      |
| Лейля Аджаметова                       | Золото | Біг на 200 м (жінки, T13)      |
| Лейля Аджаметова                       | Бронза | Біг на 400 м (жінки, T13)      |
| Ігор Цвєтов                            | Золото | Біг на 100 м (чоловіки, T35)   |
| Ігор Цвєтов                            | Золото | Біг на 200 м (чоловіки, T35)   |
| Олександр Дорошенко                    | Золото | Метання списа (чоловіки, F38)  |
| Олександр Дорошенко                    | Срібло | Штовхання ядра (чоловіки, F38) |
| Анастасія Москаленко                   | Золото | Штовхання ядра (жінки, F32)    |
| Анастасія Москаленко                   | Бронза | Метання булави (жінки, F32)    |
| Зоя Овсій                              | Золото | Метання булави (жінки, F51)    |
| Зоя Овсій                              | Бронза | Метання диска (жінки, F53)     |
| Оксана Ботурчук гайд: Микита Барабанов | Срібло | Біг на 400 м (жінки, T12)      |
| Оксана Ботурчук гайд: Микита Барабанов | Бронза | Біг на 200 м (жінки, T12)      |

## Змагання

### Трекові дисципліни

#### Чоловіки
| Спортсмен              | Дисципліна          | Півфінал  | Півфінал | Фінал           | Фінал           |
| Спортсмен              | Дисципліна          | Результат | Місце    | Результат       | Місце           |
| ---------------------- | ------------------- | --------- | -------- | --------------- | --------------- |
| Сергій Березюк         | Біг на 1500 м (T13) | Н/Д       | Н/Д      | 3:55.02 PB      | 6               |
| Сергій Березюк         | Біг на 5000 м (T13) | Н/Д       | Н/Д      | 14:48.87 PB     | 5               |
| Павло Волуйкевич       | Біг на 1500 м (T20) | Н/Д       | Н/Д      | 3:58.66         | 4               |
| Владислав Загребельний | Біг на 100 м (T37)  | 11.76     | 5        | Завершив виступ | Завершив виступ |
| Владислав Загребельний | Біг на 200 м (T37)  | 25.43     | 5        | Завершив виступ | Завершив виступ |
| Олександр Литвиненко   | Біг на 100 м (T36)  | 12.56 PB  | 7        | Завершив виступ | Завершив виступ |
| Роман Павлик           | Біг на 100 м (T36)  | 12.61     | 6        | Завершив виступ | Завершив виступ |
| Ярослав Окапінський    | Біг на 100 м (T37)  | 12.21 PB  | 5        | Завершив виступ | Завершив виступ |
| Ярослав Окапінський    | Біг на 200 м (T37)  | 23,98     | 5        | Завершив виступ | Завершив виступ |
| Ярослав Окапінський    | Біг на 400 м (T37)  | 53,49 PB  | 5        | 53,53           | 6               |
| Микита Сеник           | Біг на 100 м (T38)  | 47.14     | 7        | Завершив виступ | Завершив виступ |
| Ігор Цвєтов            | Біг на 100 м (T35)  | 12.19 WR  | 1 Q      | 11.77 WR        | 1               |
| Ігор Цвєтов            | Біг на 200 м (T35)  | Н/Д       | Н/Д      | 23.04 WR        | 1               |

#### Жінки
| Спортсмен                              | Дисципліна          | Раунд 1   | Раунд 1 | Півфінал  | Півфінал | Фінал            | Фінал            |
| Спортсмен                              | Дисципліна          | Результат | Місце   | Результат | Місце    | Результат        | Місце            |
| -------------------------------------- | ------------------- | --------- | ------- | --------- | -------- | ---------------- | ---------------- |
| Лейля Аджаметова                       | Біг на 100 м (T13)  | Н/Д       | Н/Д     | 12.14     | 1 Q      | 12.19            | 1                |
| Лейля Аджаметова                       | Біг на 200 м (T13)  | Н/Д       | Н/Д     | Н/Д       | Н/Д      | 24.35            | 1                |
| Лейля Аджаметова                       | Біг на 400 м (T13)  | Н/Д       | Н/Д     | Н/Д       | Н/Д      | 57.55            | 3                |
| Оксана Ботурчук гайд: Микита Барабанов | Біг на 100 м (T12)  | Н/Д       | Н/Д     | 12.27     | 2        | Завершила виступ | Завершила виступ |
| Оксана Ботурчук гайд: Микита Барабанов | Біг на 200 м (T12)  | 24.62 PB  | 1 Q     | 24.57 SB  | 2 q      | 24.44            | 3                |
| Оксана Ботурчук гайд: Микита Барабанов | Біг на 400 м (T12)  | Н/Д       | Н/Д     | 55.06 SB  | 1 Q      | 56.02            | 2                |
| Єлизавета Генкіна                      | Біг на 100 м (T36)  | Н/Д       | Н/Д     | 14.83 PB  | 4 q      | 14.70            | 6                |
| Єлизавета Генкіна                      | Біг на 200 м (T36)  | Н/Д       | Н/Д     | 31.93 PB  | 5        | Завершила виступ | Завершила виступ |
| Людмила Даниліна                       | Біг на 1500 м (T20) | Н/Д       | Н/Д     | Н/Д       | Н/Д      | 4:40.86          | 2                |
| Наталія Кобзар                         | Біг на 100 м (T37)  | Н/Д       | Н/Д     | 13.62     | 3 Q      | 14.85            | 8                |
| Наталія Кобзар                         | Біг на 200 м (T37)  | Н/Д       | Н/Д     | 27.69     | 2 Q      | 27.77            | 4                |
| Наталія Кобзар                         | Біг на 400 м (T37)  | Н/Д       | Н/Д     | 1:03.62   | 1 Q      | 1:02.44 PB       | 1                |
| Юлія Павленко                          | Біг на 100 м (T11)  | 13.50 PB  | 2 q     | 13.42     | 4        | Завершила виступ | Завершила виступ |
| Аліна Терех                            | Біг на 100 м (T37)  | Н/Д       | Н/Д     | 14.83 PB  | 6        | Завершила виступ | Завершила виступ |
| Аліна Терех                            | Біг на 200 м (T37)  | Н/Д       | Н/Д     | 29.83 PB  | 4        | Завершила виступ | Завершила виступ |
| Аліна Терех                            | Біг на 400 м (T37)  | Н/Д       | Н/Д     | 1:12.37   | 6        | Завершила виступ | Завершила виступ |
| Юлія Шуляр                             | Біг на 400 м (T20)  | Н/Д       | Н/Д     | 59.90     | 1 Q      | 58.04 PB         | 2                |

### Технічні дисципліни

#### Чоловіки
| Спортсмен              | Дисципліна              | Фінал     | Фінал   |
| Спортсмен              | Дисципліна              | Результат | Місце   |
| ---------------------- | ----------------------- | --------- | ------- |
| Роман Данилюк          | Штовхання ядра (F12)    | 16.69 WR  | 1       |
| Микола Діброва         | Штовхання ядра (36)     | 14.01     | 5       |
| Олександр Дорошенко    | Метання списа (F38)     | 54.87     | 2       |
| Олександр Дорошенко    | Штовхання ядра (F38)    | 15.27     | 2       |
| Микола Жабняк          | Метання диска (F37)     | 50.20     | 6       |
| Микола Жабняк          | Штовхання ядра (F37)    | 13.05     | 9       |
| Владислав Загребельний | Стрибки у довжину (T37) | 6.07      | 3       |
| Дмитро Ібрагімов       | Штовхання ядра (F46)    | No Mark   | No Mark |
| Руслан Катишев         | Стрибки у довжину (T11) | 5.99      | 5       |
| Максим Коваль          | Штовхання ядра (F20)    | 17.11 AR  | 1       |
| Олександр Литвиненко   | Стрибки у довжину (T36) | 5.55 PB   | 3       |
| Роман Новак            | Метання списа (F44)     | 57.36     | 3       |
| Роман Павлик           | Стрибки у довжину (T36) | 5.50      | 4       |
| Дмитро Прудніков       | Стрибки у довжину (T20) | 6.74      | 4       |
| Микита Сеник           | Стрибки у довжину (T38) | 6.38      | 3       |
| Володимир Пономаренко  | Штовхання ядра (F12)    | 15.09 PB  | 4       |
| Олександр Яровий       | Штовхання ядра (F20)    | 15.68 PB  | 5       |

#### Жінки
| Спортсмен            | Дисципліна              | Фінал     | Фінал |
| Спортсмен            | Дисципліна              | Результат | Місце |
| -------------------- | ----------------------- | --------- | ----- |
| Оксана Зубковська    | Стрибки у довжину (T12) | 5.73 SB   | 1     |
| Яна Лебєдєва         | Метання диска (F53)     | 16.26     | 2     |
| Яна Лебєдєва         | Метання списа (F54)     | 11.52     | 10    |
| Анастасія Мисник     | Штовхання ядра (F20)    | 13.48     | 2     |
| Анастасія Москаленко | Метання булави (F32)    | 21.58 PB  | 3     |
| Анастасія Москаленко | Штовхання ядра (F32)    | 6.92 CR   | 1     |
| Зоя Овсій            | Метання булави (F51)    | 25.23 WR  | 1     |
| Зоя Овсій            | Метання диска (F53)     | 13.52     | 3     |
| Юлія Павленко        | Стрибки у довжину (T11) | 4.87      | 2     |
| Марія Помазан        | Штовхання ядра (F35)    | 12.94     | 1     |
| Вікторія Шпачинська  | Штовхання ядра (F20)    | 12.94     | 4     |
| Марія Шпатківська    | Метання списа (F46)     | 32.89     | 8     |

## Склад національної команди
Українську збірну на Чемпіонаті світу 2019 представляли такі спортсмени:
| Спортсмени                           | Дисцилпіна                                                              | Клас                                          | Область           |
| ------------------------------------ | ----------------------------------------------------------------------- | --------------------------------------------- | ----------------- |
| Аджаметова Лейля Ільясівна           | Біг на 100 метрів (T13) Біг на 200 метрів (T13) Біг на 400 метрів (T13) | з порушеннями зору                            | Харківська        |
| Барабанов Микита Сергійович          |                                                                         | спортсмен-лідер                               | Запорізька        |
| Березюк Сергій Іванович              | Біг на 1500 метрів (T13) Біг на 5000 метрів (T13)                       | з порушеннями зору                            | Волинська         |
| Ботурчук Оксана Олександрівна        | Біг на 100 метрів (T12) Біг на 200 метрів (T12) Біг на 400 метрів (T12) | з порушеннями зору                            | Дніпропетровська  |
| Волуйкевич Павло Романович           | Біг на 1500 метрів (T20)                                                | з порушеннями розумового і фізичного розвитку | Івано-Франківська |
| Генкіна Єлизавета Андріївна          | Біг на 100 метрів (T36) Біг на 200 метрів (T36)                         | з ураженнями опорно-рухового апарату          | Дніпропетровська  |
| Даниліна Людмила Миколаївна          | Біг на 1500 метрів (T20)                                                | з порушеннями розумового і фізичного розвитку | Київська          |
| Данилюк Роман Тарасович              | Штовхання ядра (F12)                                                    | з порушеннями зору                            | Черкаська         |
| Діброва Микола Олегович              | Штовхання ядра (F36)                                                    | з ураженнями опорно-рухового апарату          | Запорізька        |
| Дорошенко Олександр Володимирович    | Штовхання ядра (F38) Метання списа (F38)                                | з ураженнями опорно-рухового апарату          | Черкаська область |
| Жабняк Микола Євгенійович            | Штовхання ядра (F37) Метання диска (F37)                                | з ураженнями опорно-рухового апарату          | Житомирська       |
| Загребельний Владислав Володимирович | Біг на 100 метрів (T37) Біг на 200 метрів (T37) Стрибки у довжину (T37) | з ураженнями опорно-рухового апарату          | Дніпропетровська  |
| Зубковська Оксана Володимирівна      | Стрибки у довжину (T12)                                                 | з порушеннями зору                            | м. Київ           |
| Єзловецька Наталя Іванівна           |                                                                         | з порушеннями розумового і фізичного розвитку | Київська          |
| Ібрагімов Дмитро Наїльович           | Штовхання ядра (F46)                                                    | з ураженнями опорно-рухового апарату          | Донецька          |
| Катишев Руслан Васильович            | Стрибки у довжину (T11)                                                 | з порушеннями зору                            | Одеська           |
| Кобзар Наталія Миколаївна            | Біг на 100 метрів (T37) Біг на 200 метрів (T37) Біг на 400 метрів (T37) | з ураженнями опорно-рухового апарату          | Дніпропетровська  |
| Коваль Максим Валерійович            | Штовхання ядра (F20)                                                    | з порушеннями розумового і фізичного розвитку | Черкаська         |
| Лебєдєва Яна Олександрівна           | Метання диска (F53) Метання списа (F54)                                 | з ураженнями опорно-рухового апарату          | Херсонська        |
| Литвиненко Олександр Миколайович     | Біг на 100 метрів (T36) Стрибки у довжину (T36)                         | з ураженнями опорно-рухового апарату          | Одеська           |
| Мисник Анастасія Миколаївна          | Штовхання ядра (F20)                                                    | з порушеннями розумового і фізичного розвитку | Кіровоградська    |
| Москаленко Анастасія Вікторівна      | Метання булави (F32) Штовхання ядра (F32)                               | з ураженнями опорно-рухового апарату          | Дніпропетровська  |
| Новак Роман Анатолійович             | Метання диска (F64)                                                     | з ураженнями опорно-рухового апарату          | Волинська         |
| Овсій Зоя Вікторівна                 | Метання булави (F51) Метання диска (F53)                                | з ураженнями опорно-рухового апарату          | Дніпропетровська  |
| Окапінський Ярослав Валентинович     | Біг на 100 метрів (T37) Біг на 200 метрів (T37) Біг на 400 метрів (T37) | з ураженнями опорно-рухового апарату          | Волинська область |
| Павленко Юлія Сергіївна              | Біг на 100 метрів (T12) Стрибки у довжину (T12)                         | з порушеннями зору                            | Донецька          |
| Павлик Роман Степанович              | Біг на 100 метрів (T36) Стрибки у довжину (T36)                         | з ураженнями опорно-рухового апарату          | Львівська         |
| Помазан Марія Олександрівна          | Штовхання ядра (F35)                                                    | з ураженнями опорно-рухового апарату          | Запорізька        |
| Пономаренко Володимир Олександрович  | Штовхання ядра (F12)                                                    | з порушеннями зору                            | Полтавська        |
| Понька Вячеслав Олександрович        |                                                                         | спортсмен-лідер                               | Донецька          |
| Прудніков Дмитро Михайлович          | Стрибки у довжину (T20)                                                 | з порушеннями розумового і фізичного розвитку | Дніпропетровська  |
| Сеник Микита Олегович                | Біг на 100 метрів (T38) Стрибки у довжину (T38)                         | з ураженнями опорно-рухового апарату          | Дніпропетровська  |
| Терех Аліна Віталіївна               | Біг на 100 метрів (T37) Біг на 200 метрів (T37) Біг на 400 метрів (T37) | з ураженнями опорно-рухового апарату          | Дніпропетровська  |
| Цвєтов Ігор Сергійович               | Біг на 100 метрів (T35) Біг на 200 метрів (T35)                         | з ураженнями опорно-рухового апарату          | Миколаївська      |
| Шпатківська Марія Миколаївна         | Метання списа (F46)                                                     | з ураженнями опорно-рухового апарату          | Вінницька         |
| Шпачинська Вікторія Олегівна         | Штовхання ядра (F20)                                                    | з порушеннями розумового і фізичного розвитку | Кіровоградська    |
| Шуляр Юлія Павлівна                  | Біг на 400 метрів (T20)                                                 | з порушеннями розумового і фізичного розвитку | Івано-Франківська |
| Яровий Олександр Миколайович         | Штовхання ядра (F20)                                                    | з порушеннями розумового і фізичного розвитку | Полтавська        |